# Pete Brown (Schlagzeuger)
Pete Brown (* 16. Oktober 1921 in Trondheim; † 13. März 2009 in Røros) war ein norwegischer Jazz- und Unterhaltungsmusiker (Schlagzeug), der als eine der führenden Persönlichkeiten der Swing-Ära in Norwegen gilt.

## Leben und Wirken
Browns Eltern und Großeltern waren Varieté- und Zirkuskünstler; sein Großvater Sam Brown (1870–1939) stammte aus Liberia. Er wuchs bei seinen Großeltern in Lillestrøm auf. In Sarpsborg begann er seine musikalische Karriere, als er im Sommer 1939 ein Trio mit Robert Normann und Lulle Kristoffersen gründete. Im Herbst desselben Jahres spielte er in der Osloer Jazzszene mit Svein Øvergaard. 1940/41 war er Mitglied in Rowland Greenbergs Swing-Band, um dann im Tourneeorchester von Book’n und 1942 bei Greenberg in Rowland’s Rhythm Orchestra zu arbeiten. 1943 floh er aufgrund rassistischer Verfolgung als Afroeuropäer während der deutschen Besatzung nach Schweden, wo er kurze Zeit im Orchester von Thore Ehrling tätig sein konnte, bevor er sich Seymour und Arthur Österwall anschloss.
Nach dem Zweiten Weltkrieg kehrte Brown nach Oslo zurück und spielte zunächst mit dem Revue-Orchester von Book'n, mit Scott Lunde und Rowland Greenberg. 1946 nahm er eine Platte mit seiner eigenen Big Band auf. 1946/47 war er bei den dänischen Five Jivers engagiert. Außerdem hielt er sich bis 1950 in Schweden auf, wo er mit seiner eigenen Band, aber auch mit Jimmy Woode (1948) und Jay Elwing (1949–1950) auftrat.
Ab 1951 leitete Brown Bands unter seinem eigenen Namen, oft mit Gram Paulsen und Øistein Ringstad, mit denen er durch Norwegen tourte. Er zählte nun zu den besten Schlagzeugern und erreichte entsprechend hohe Platzierungen in den Umfragen der damaligen Zeitschriften. 1957 organisierte er wieder eine kurzlebige Big Band. Weiterhin spielte er mit dem Rundfunkorchester von Thorleif Østereng (1950–1952), mit Frank Ottersen (1952), Per Asplin (1952–1954), Hein Paulsen (1954), Olav Wernersen (1954), Kjell Johansen (1955), Teddy Cotton (1956), Lucky Thompson (1957), Arne Hermandsen (1958), Sigurd Jansen und John Svendsen (1959).
Ab den 1960er Jahren spielte Brown weniger Jazz, trat aber mit seinen eigenen Bands im Jazzzentrum Metropol (1963) und im Amalienborg Jazzhus (1974) auf. Er konzentrierte sich nun auf Tanzmusik. Nach seinem Umzug nach Røros (1980) leitete er sein eigenes Trio, mit dem er 2001 noch die CD Pete Brown trio med venner veröffentlichte.